# Hochstadenstraße 134 (Mönchengladbach)

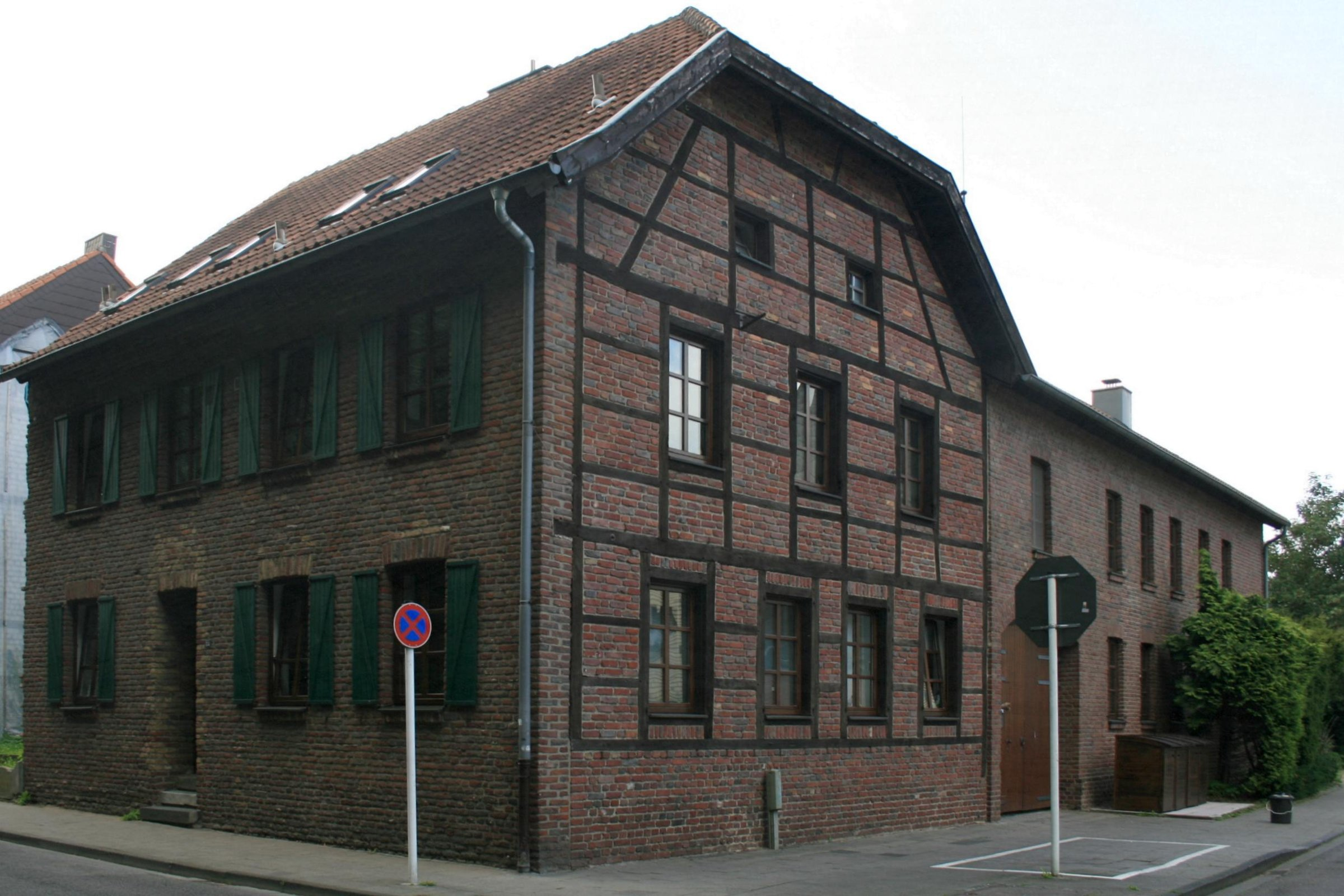
Hofanlage; Wohngebäude (2010)

Die Hofanlage Hochstadenstraße 134 steht im Stadtteil Wickrath in Mönchengladbach (Nordrhein-Westfalen).
Das Gebäude wurde Anfang des 20. Jahrhunderts erbaut. Es wurde unter Nr. H 007  am 4. Dezember 1984 in die Denkmalliste der Stadt Mönchengladbach eingetragen.

## Architektur
Städtebauliche Lage im Kernbereich des Ortsteils Wickrath, unmittelbar gegenüber dem historischen Gestüt an der Niers gelegen. Die Eckgebäude Nr. 134 sind errichtet als Wohn- und Stallgebäude mit Scheunen- und Wirtschaftsdurchfahrt an der Hochstadenstraße/Ecke Op de Fleet.
Das aus dem Anfang des 19. Jahrhunderts stammende zweigeschossige Backsteinhaus zeigt ein einseitiges Krüppelwalmdach zur Straße Op de Fleet.